# نوآنگراپ، وسترن استرالیا
نوآنگراپ (به انگلیسی: Gnowangerup) یک شهرک در استرالیا است که در استرالیای غربی واقع شده‌است.